# Mitogaku
Mitogaku (水戸学, litt. « École de Mito ») est une école de pensée fondée durant la seconde moitié du XVIIe siècle, dans le domaine de Mito, au Japon. D'inspiration shintō et confucéenne, elle rassemble des historiens se consacrant à la rédaction d'une histoire nationale.

## Histoire
L'origine du courant de pensée Mitogaku remonte à 1657, lorsque Tokugawa Mitsukuni (1628-1700), deuxième daimyo du domaine de Mito (préfecture d'Ibaraki, à partir de la fin du XIXe siècle), commissionne la compilation d'une histoire du Japon : le Dai Nihonshi,. Parmi les savants réunis pour mener à bien ce projet se trouvent Asaka Tanpaku (1656-1737), Sassa Munekiyo (1640-1698), Kuriyama Senpō (1671-1706) et Miyake Kanran (1673-1718).

## Dévéloppement
Le point de départ fondamental de l'entreprise est d'essence néoconfucianiste, basé sur l'idée que le développement historique suit des lois morales. Tokugawa Mitsukuni croit que le Japon, en tant que nation qui a longtemps vécu sous la loi unifiée de l'empereur, est le parfait exemple d'une « nation » telle que le comprend la pensée sinocentrique. Le Dai Nihon-shi devient ainsi une histoire du Japon dirigé par les empereurs et met l'accent sur le respect dû à la cour impériale et aux divinités shinto.
Afin d'enregistrer des faits historiques, les historiens de l'école réunissent des sources historiques locales et compilent souvent leurs propres œuvres historiques dans le processus. Les premières bourses Mitogaku sont orientées vers l'historiographie et les travaux d'érudition.
Vers la fin du XVIIIe siècle, le Mitogaku traite des questions sociales et politiques contemporains, en commençant l'ère de la suite Mitogaku. Le neuvième chef de clan Mito, Tokugawa Nariaki (1800-1860), élargi considérablement le champ d'étude du Mitogaku en instituant le kōdōkan comme école du clan. En plus de la pensée confucéenne et du kokugaku, l'école s'intéresse également aux connaissances en médecine, en astronomie et autres sciences naturelles.

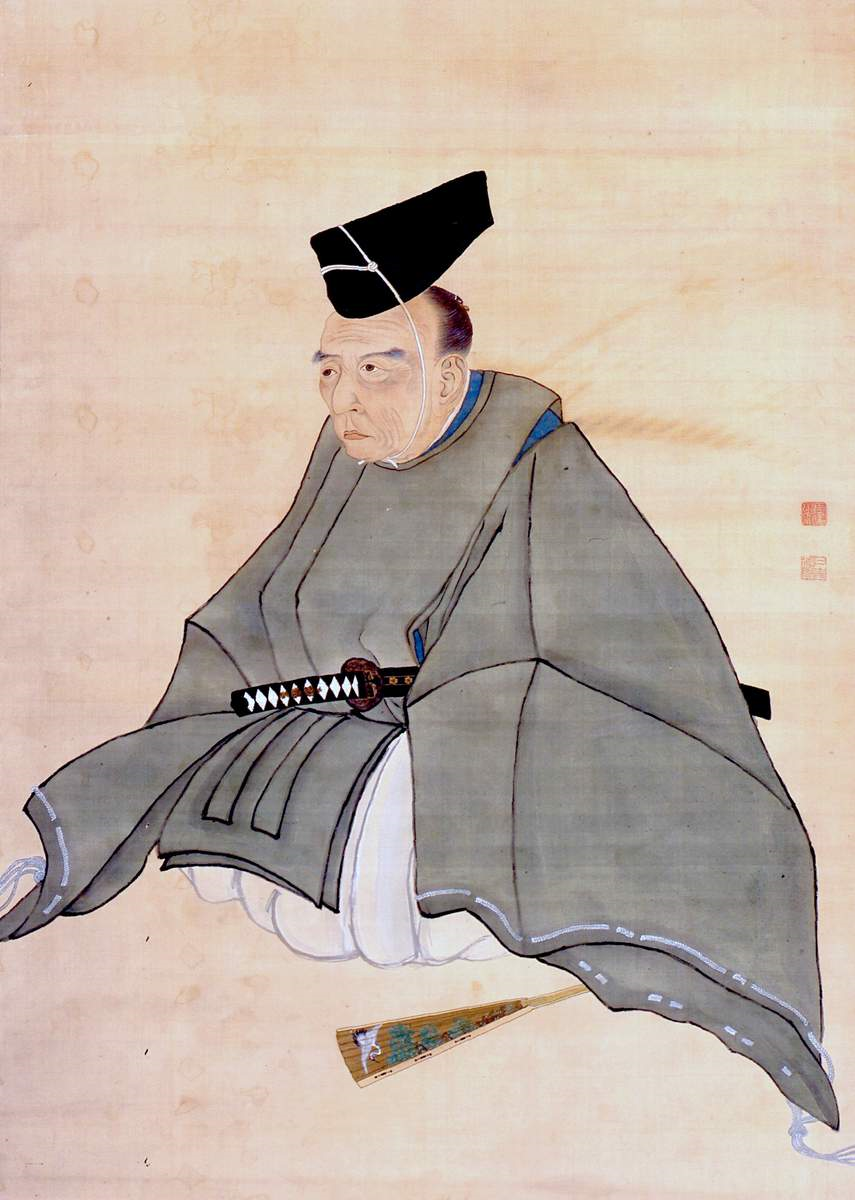
Aizawa Seishisai.

L'école Mitogaku dure jusqu'à la période du bakumatsu (1853-1868). L'école exerce une influence majeure sur le mouvement sonnō jōi et devient l'une des forces motrices de la restauration de Meiji. Cependant, elle ne parvient pas à obtenir la protection du nouveau gouvernement et le kōdōkan est démantelé tandis que sa bibliothèque est en grande partie reprise par l'État.
Le Mito-shi Gakkai de la ville de Mito, dans la préfecture d'Ibaraki, entreprend des recherches sur les aspects historiques et idéologiques du Mitogaku.
Parmi les œuvres principales de l'école figurent le Shintō shūsei, le Dai Nihon-shi et le Jingi Shiryō ainsi que des collections et des études sur les fudoki et des études sur le Kogo Shūi.
L'école Mito (Mitogaku) est une influente école de la pensée japonaise qui préconise l'isolationnisme, le nativisme et la vénération de l'empereur (tennoisme). Les origines de ce mouvement néo-confucianiste date de la décision de Mitsukuni d'établir en 1657 une organisation historiographique connue sous le nom Shōkōkan. Le Mitsukuni recrute des chercheurs formés au Shōkōkan afin étudier l'histoire et la philosophie du Japon. Le Mitsukuni est à l'origine de la création du Dai Nihon-shi par les chercheurs afin de compiler une histoire du Japon qui se concentrerait sur la ligne impériale. Chaque chapitre des « annales » du Dai Nihon-shi se concentre sur le règne d'un empereur donné. Le projet, qui demande plus de deux cent cinquante ans de travail, est officiellement publié en 1906.   
Alors que les chercheurs compilent le Dai Nihon-shi, le domaine de Mito est en butte à des problèmes agricoles et économiques. À partir de 1688, Mito est financièrement ruiné et le mécontentement grandit dans le domaine. Outre les questions financières, les famines et les catastrophes naturelles sont monnaie courante. En 1709, les paysans mécontents organisent la plus grande rébellion de l'histoire du domaine. Un nombre croissant de citoyens mécontentements à Mito s'intéressent aux œuvres des premiers savants Mito pour leur respect de l'empereur et leur idéologie anti-étrangers. Ces œuvres inspirent des vagues de nationalisme et de loyauté envers la famille impériale pendant le XVIIe siècle.
Au cours de ces années de désordre, les études Mito deviennent une école renommée de la pensée au Japon. Sous la direction de Mitsukuni, le Dai Nihon-shi s'élargit considérablement à soixante-treize chapitres des « Annales » et cent soixante-dix chapitres de « Biographies » au moment de sa mort en 1700. En 1720, les érudits de Mito terminent les « Annales » et les « biographies » et les offrent au bakufu. Ces événements signalent la fin du début de l'école Mito. Au cours des sept décennies qui suivent, le Shōkōkan fait très peu de progrès avec le Dai Nihon-shi sans la direction de Mitsukuni. En 1786, Tachihara Suiken prend la direction du Shōkōkan et reprend le travail de compilation. Fujita Yūkoku accède à la tête de l'institut après Tachihara et il œuvre pour que celui-ci se concentre davantage sur l'histoire de cette période. Au cours de la fin du XVIIIe siècle, deux factions émergent au sein du Shōkōkan. Fujita et les autres opposants Tachihara appellent à la suppression des « évaluations » d'Asaka Tanpaku ainsi qu'au changement du nom Dai Nihon-shi pour Nihon o Yamato. La lutte entre les deux factions conduit finalement à l'assignation à résidence de Fujita en 1797. En 1807, Fujita est de nouveau en place et Tachihara a quitté l'institut.

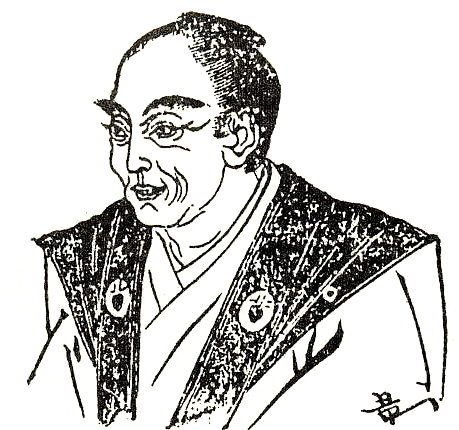
, portrait extrait du Teikoku jinmeijiten (1907).

Comme la pensée de Mito se développe au cours du XIXe siècle, les lettrés commencent à mettre l'accent sur le sentiment anti-occidental et l'importance de l'empereur dans la société japonaise. En particulier, les érudits Mito embrassent le slogan politique sonnō jōi qui signifie « Révérer l'empereur et expulser les barbares ». Le savant Aizawa Seishisai est le premier défenseur de cette philosophie au Japon. Il écrit en 1825 ses « Nouvelles propositions » (Shinron) qui présentent ses idées sur la nécessité de protéger le Japon des « barbares » occidentaux. Il promeut le nativisme et l'opposition à la force, au commerce et aux systèmes de croyance occidentaux. Il est particulièrement farouche opposant du christianisme, qui, à son avis mine les valeurs japonaises. Seishisai préconise également le soutien à l'empereur en tant que méthode pour faire face à la menace occidentale de l'étranger. Dans cet ouvrage, Seishisai avance également l'idée de kokutai (« essence nationale ») qui combine la morale confucéenne, les mythes Shinto et d'autres philosophies. Selon Seishisai, la famille impériale japonaise est composée de descendants directs d'Amaterasu, la déesse du soleil, aussi le Japon est-il destiné à établir la norme appropriée que les autres nations doivent imiter. Les « Nouvelles propositions » servent d'inspiration pour les nationalistes japonais tout au long du XIXe siècle jusqu'à la restauration de Meiji.
La pensée de Mito met l'accent sur d'autres idées concernant le rôle de la morale dans le Japon des Tokugawa. Le lettré Fujita Tōko (ja) fait valoir que la civilisation japonaise finirait en raison de problèmes internes plutôt que des menaces extérieures. D'autres écrivains de la fin de l'école Mito comme Fujita Tōko et Seishisai conviennent également que le manque d'autorité morale affaiblirait le Japon de l'intérieur et exposerait le pays à l'invasion des Occidentaux. Beaucoup de savants de Mito inquiets de l'effondrement économique, et en particulier Fujita, reconnaissent que de nombreux problèmes financiers à Mito sont présents dans tout le Japon. Fondant son argumentation sur le néo-confucianisme, Fujita estime que l'empereur accorde le pouvoir au shogun pour affronter les dangers domestiques et étrangers. Fujita et les autres chercheurs de Mito estiment que le shogunat n'a pas tenu son obligation de préserver la défense ou la prospérité économique du Japon. Il suggère que le bakufu doit faire pression pour des réformes et que les daimyo doivent mettre en œuvre ces réformes. Les idées de Fujita constituent un défi radical au système du bakufu parce qu'il soutient que ce dernier a omis de traiter des questions importantes. Fujita conclut que c'est à cause du shogunat que les domaines sont devenus économiquement et militairement faibles.